# Cyphia bulbosa
Cyphia bulbosa är en klockväxtart som först beskrevs av Carl von Linné, och fick sitt nu gällande namn av Peter Jonas Bergius. Cyphia bulbosa ingår i släktet Cyphia, och familjen klockväxter. Inga underarter finns listade i Catalogue of Life.